# ATP Challenger Warschau
Der ATP Challenger Warschau (offiziell: BNP Paribas Polish Cup, vormals Warschau Challenger) war ein Tennisturnier, das 1991, 1998 und 2021 in Warschau, Polen, stattfand. Es gehörte zur ATP Challenger Tour und wurde im Freien auf Sand gespielt.

## Liste der Sieger

### Einzel
| Jahr                         | Sieger               | Finalgegner         | Ergebnis      |
| ---------------------------- | -------------------- | ------------------- | ------------- |
| 2021                         | Camilo Ugo Carabelli | Nino Serdarušić     | 6:4, 6:2      |
| 1999–2020: nicht ausgetragen |                      |                     |               |
| 1998                         | Jiří Vaněk           | Andrei Tscherkassow | 7:6, 7:5      |
| 1992–1997: nicht ausgetragen |                      |                     |               |
| 1991                         | Martin Damm          | David Rikl          | 3:6, 7:5, 6:4 |

### Doppel
| Jahr                         | Sieger                                      | Finalgegner                         | Ergebnis      |
| ---------------------------- | ------------------------------------------- | ----------------------------------- | ------------- |
| 2021                         | Hans Hach Verdugo Miguel Ángel Reyes Varela | Wladyslaw Manafow Piotr Matuszewski | 6:4, 6:4      |
| 1999–2020: nicht ausgetragen |                                             |                                     |               |
| 1998                         | James Greenhalgh Nenad Zimonjić             | Ali Hamadeh Johan Landsberg         | kampflos      |
| 1992–1997: nicht ausgetragen |                                             |                                     |               |
| 1991                         | Ģirts Dzelde Andres Võsand                  | Martin Damm David Rikl              | 6:4, 2:6, 6:3 |